# 미래로 나아가자!
미래로 나아가자!(일본어: 未来へススメ! 미라이에 스스메[*])는 모모이로 클로버의 인디즈 두 번째 싱글이다(한정 출하를 더하면 통산 3번째). 2009년 11월 11일에 해피 뮤직 레코드를 통해 발매되고, 빅터 엔터테인먼트에서 판매되었다.

## 개요
이 곡부터 멤버 개인의 이미지 색상이 설정되었다(여기부터 아리야스 모모카가 녹음에 참가하여 6명이 된다). 모모타 카나코, 타카기 레니, 사사키 아야카 3명이 솔로 파트가 있다.

「気分はSuper Girl!」는 「하라주쿠 론차즈」의 주제곡이다.

## 수록곡

### 초회한정판
1. 未来へススメ！
작사: yozuca*, 작곡·편곡: 쿠로스 카츠히코
2. 気分はSuper Girl!
작사: 아즈키 나나, 작곡·편곡: 도쿠나가 아키히토
3. 未来へススメ！ (inst)

DVD (초회 한정판 A만)
- 未来へススメ！ (뮤직 비디오)

フォトブック (초회 한정판 B만)

### 통상반
1. 未来へススメ！
2. 気分はSuper Girl!
3. ももいろパンチ (tofubeats Remix)